# HathiTrust數字圖書館
HathiTrust數字圖書館是由美國的大型研究機構圖書館聯合組成的數字化圖書儲藏庫，集中存放夥伴機構的數字化館藏。
HathiTrust讓圖書館將其掃描的卷冊、特殊館藏或原生數字化內容歸檔，並供給使用者存取的管道平台。以數碼、數字化形式呈現這些資源，讓這些資源有更多創新的機會，供給應用在研究、教學與學習上。 
HathiTrust是由Committee on Institutional Cooperation（機構合作委員會）和美國加州的11所大學圖書館共同發起的，目的是在數字環境下長期庫存人類知識典籍。參與的大學、機構覆蓋面廣泛，所有的資源都能夠相互查閱為共識，一些版權問題依然存在。目前已經包含超過兩百萬冊圖書（數據存量達78TB），其中百分之十六的圖書沒有版權問題，可以向所有公眾開放。
HathiTrusti的資源主要來自谷歌數字圖書館計劃中掃描的圖書。初期以收錄圖書資料及期刊為主，未來可能會把各校機構典藏（IR, Institutional Repositories）也納入。
HathiTrust用大象做標誌，Hathi在印地語裡是大象的意思，因大象記憶力、智慧、及力量的象徵而受到相當的敬重。信任（Trust）是研究型圖書館（research libraries）的核心價值，也是他們最重要的資產。二字結合傳達了分享式數字化典藏帶給研究者好處。

## 外部鏈接
- PDF —— HathiTrust数字图书馆: 发展简介和远景展望（页面存档备份，存于）